# 天主教洛咸頓教區
天主教洛咸頓教區（拉丁語：Dioecesis Rockhamptoniensis）是澳大利亞的一個羅馬天主教教區。屬布里斯班總教區。1882年12月29日升為教區。
教區範圍包括昆士蘭州中南部，教座位於洛咸頓。2010年有教友99,744人（佔轄區人口25.0%）、卅一個堂區、四十三名司鐸。現任主教為布萊恩·希南。